# Бейковци
Бейковци е село в Северна България. То се намира в община Елена, област Велико Търново.

## География
Село Бейковци се намира в планински район.

## Личности
- Стефан Бочаров (1852 – 1937), български военен деец, генерал-майор